# Punycode
Punycode ([ˈpjuːniˌkəʊd]), также паникод, пюникод или пьюникод — стандартизированный метод преобразования последовательностей Unicode-символов в так называемые ACE-последовательности (англ. ASCII-compatible encoding — кодировка, совместимая с ASCII), которые состоят только из алфавитно-цифровых символов, как это разрешено в доменных именах.
Punycode был разработан для однозначного преобразования доменных имен в последовательность ASCII-символов. Используется в большинстве браузеров. Существуют также специальные программы или сервисы, называемые Punycode-конвертерами, позволяющие осуществлять кодирование/декодирование последовательности Unicode-символов в ACE и наоборот.

## Причины использования
Важнейшей причиной введения Punycode был тот факт, что в утверждённой стандартом системе доменных имен разрешены только 26 символов латинского алфавита, цифры от 0 до 9 и дефис. Для английского и некоторых других языков на основе латинского алфавита этого достаточно, однако другие языки могут содержать дополнительные символы, например, ä, ö или ü.

## Правила преобразования
В качестве базисных символов выступают символы латинского алфавита a—z (без различия между прописными и строчными буквами), цифры от 0 до 9 и дефис «-»; всего 37 символов. Алгоритм преобразования состоит из двух этапов. На первом этапе из исходного текста выбираются все символы, входящие в основную кодировку ASCII (коды 0—127), и переносятся подряд в закодированное слово и добавляется дефис. После этого, если в тексте встретились не ASCII-символы, к закодированному слову добавляются символы, преобразование которых идёт по процедуре, описанной в RFC 3492. Если в исходном тексте символы ASCII отсутствовали, дополнительный дефис не используется. Поскольку дефис сам является символом ASCII, то при его наличии в исходном тексте он включается в выборку и дополнительный дефис используется после выборки символов ASCII.
| последовательность символов | кодировка    |
| --------------------------- | ------------ |
| abcdef                      | abcdef-      |
| abæcdöef                    | abcdef-qua4k |
| schön                       | schn-7qa     |
| ยจฆฟคฏข                     | 22cdfh1b8fsa |
| ☺                           | 74h          |
| правда                      | 80aafi6cg    |
| 台湾                        | xn--kprw13d  |